# Sergiusz Mikulicz
Sergiusz Mikulicz (ur. 22 sierpnia 1932 we Wrześni) – polski historyk stosunków międzynarodowych, ambasador w Kambodży (1979–1982).

## Życiorys
Sergiusz Mikulicz początkowo pracował jako woźny. W latach 1952–1956 studiował w Szkole Głównej Służby Zagranicznej. W 1963 doktoryzował się na Uniwersytecie Jagiellońskim, pisząc dysertację pod kierunkiem Henryka Batowskiego. Habilitował się na UJ w 1979.
Jeszcze w czasie studiów został członkiem polskich misji w Komisji Nadzorczej Państw Neutralnych w Korei (1953–1954) oraz w Międzynarodowej Komisji Nadzoru i Kontroli w Kambodży (1954–1955). Pracował w centrali Ministerstwa Spraw Zagranicznych oraz na placówkach zagranicznych. W 1979 został mianowany pierwszym po upadku Pol Pota polskim ambasadorem w Kambodży. Tworzenie od nowa placówki rozpoczął od zdobywania podstawowych sprzętów i mebli, zaś po artykuły żywnościowe musiał jeździć do Wietnamu. Następnie przez 20 lat pełnił funkcję dyrektora Departamentu Współpracy z Zagranicą Polskiego Radia i Telewizji.
Z jego prac naukowych najbardziej znaczące są: artykuł „Wpływ dyplomacji sanacyjnej na obalenie Titulescu”, oraz książki „Od Genui do Rapallo”, „Prometeizm w polityce II Rzeczypospolitej”, „Kłajpeda w polityce europejskiej 1918–1939”. Autor analiz na temat bieżącej polityki zagranicznej pisanych dla Kancelarii Prezydenta Lecha Wałęsy w odniesieniu do polskiej polityki wschodniej.
Hobbistycznie zajmuje się koniarstwem i myślistwem. Honorowy członek i wiceprezes Polskiego Klubu Safari. Po 1991 pracował w firmach zagranicznych (Szwecja, Niemcy, Japonia) jako dyrektor lub doradca zarządu. W 2001 w Tanzanii odnalazł polski cmentarz w Tengeru.
Syn Aleksandra. Jego żoną była Krystyna Jamroz (1923–1986), śpiewaczka operowa.

## Publikacje książkowe
- Sergiusz Mikulicz: Od Genui do Rapallo. Warszawa: Książka i Wiedza, 1966, s. 357. OCLC 69309066.
- Sergiusz Mikulicz: Prometeizm w polityce II Rzeczypospolitej. Warszawa: Książka i Wiedza, 1971, s. 313. OCLC 69320834.
- Sergiusz Mikulicz: Kłajpeda w polityce europejskiej : 1918–1939. Warszawa: Książka i Wiedza, 1976, s. 351. OCLC 830596239.
- Sergiusz Mikulicz: Katalog mikrofilmów i fotokopii poloniców z archiwów zagranicznych. Z. 6. Warszawa: NDAP, 1987, s. 104. OCLC 833968258.
- Sergiusz Mikulicz: Wspomnienia z Kambodży : tuż po Pol Pocie…. Toruń: Wydawnictwo Adam Marszałek, 2007, s. 118. ISBN 978-83-7441-621-4.
- Sergiusz Mikulicz: Nigdy nie jest za późno… i inne opowiadania. Toruń: Marszałek Development & Press, 2020, s. 134. ISBN 978-83-955307-5-3.

## Nagrody
- Nagroda przewodniczącego Komitetu do spraw Radia i Telewizji za twórczość radiową i telewizyjną (1975)[10]